# Harta (magazyn)
Harta (jap. ハルタ Haruta), dawniej znany jako Fellows! – japoński magazyn z mangami seinen, wydawany nakładem wydawnictwa Enterbrain od października 2008 roku. Pierwotnie nosił nazwę Fellows! i ukazywał się jako dwumiesięcznik, jednakże w grudniu 2012 roku Enterbrain ogłosiło rebranding magazynu, począwszy od wydania z lutego 2013. Nazwa została wtedy zmieniona na Harta, a częstotliwość z dwumiesięcznika na dziesięć numerów rocznie, wydawanych od lutego do sierpnia, a następnie od października do grudnia.
Nazwa magazynu jest inspirowana indonezyjskim słowem „harta” oznaczającym skarb.

## Wybrane serie
Opracowano na podstawie źródła.
- Dungeon Meshi – Lochy i smakołyki
- Hakumei to Mikochi
- Hinamatsuri
- Ja, Sakamoto
- Magiczny świat Ran
- Oko Horusa. Kobieta, która została faraonem
- Opowieść panny młodej
- Szlakiem chmur na północny zachód